# Pasqualina Napoletano
Pasqualina Napoletano, née le 28 septembre 1949 à Molfetta, est une femme politique italienne.
Membre du  Parti communiste italien de 1971 à 1990, du Parti démocrate de la gauche de 1990 à 1999, des Démocrates de gauche de 1999 à 2008 puis de la Gauche démocrate à partir de 2009, elle siège au Parlement européen de 1989 à 2009.